# BMAF
BMAF est un sigle qui signifie Base Mensuelle de calcul des Allocations Familiales.
Il s'agit d'une somme, fixée par décret publié au journal officiel, qui sert à calculer le montant des prestations familiales versées par les Caf et les MSA. Dans les textes législatifs, les prestations familiales sont exprimées en pourcentage de cette base. Jusque 2011, elle pouvait être revalorisée plusieurs fois par an mais la loi de financement de la sécurité sociale pour 2012 (loi 2011-1906 du 21 décembre 2011) a limité cette revalorisation à une fois par an au premier avril.
Elle est fixée chaque année par le gouvernement lors de l'adoption de la loi de financement de la sécurité sociale. En général, elle augmente en fonction de l'indice des prix à la consommation (hors tabac) prévu pour l'année suivante.
De 1993 à 2011, la revalorisation s'est effectuée seulement au 1er janvier sauf en 1995 (revalorisations en janvier et juin) et 2010 (pas d'augmentation).

## Montants de la BMAF
| Entrée en vigueur | En francs courants | En euros courants | Gouvernement | Gouvernement | Référence    |
| ----------------- | ------------------ | ----------------- | ------------ | ------------ | ------------ |
| 1er janvier 1989  | 1 789,83 FRF       | —                 |              | Rocard (2)   | [ Texte 1 ]  |
| 1er juillet 1989  | 1 807,90 FRF       | —                 |              | Rocard (2)   | [ Texte 2 ]  |
| 1er janvier 1990  | 1 848,40 FRF       | —                 |              | Rocard (2)   | [ Texte 3 ]  |
| 1er juillet 1990  | 1 873,35 FRF       | —                 |              | Rocard (2)   | [ Texte 3 ]  |
| 1er janvier 1991  | 1 905,20 FRF       | —                 |              | Rocard (2)   |              |
| 1er juillet 1991  | 1 920,44 FRF       | —                 |              | Cresson      |              |
| 1er janvier 1992  | 1 939,64 FRF       | —                 |              | Cresson      |              |
| 1er janvier 1993  | 2 014,04 FRF       | —                 |              | Bérégovoy    |              |
| 1er janvier 1994  | 2 054,32 FRF       | —                 |              | Balladur     |              |
| 1er janvier 1995  | 2 078,97 FRF       | —                 |              | Balladur     | [ Texte 4 ]  |
| 1er janvier 1997  | 2 108,49 FRF       | —                 |              | Juppé (2)    | [ note 1 ]   |
| 1er janvier 1998  | 2 131,68 FRF       | —                 |              | Jospin       | [ Texte 5 ]  |
| 1er janvier 1999  | 2 146,81 FRF       | —                 |              | Jospin       | [ Texte 6 ]  |
| 1er janvier 2000  | 2 157,54 FRF       | —                 |              | Jospin       | [ Texte 7 ]  |
| 1er janvier 2001  | 2 196,38 FRF       | —                 |              | Jospin       | [ Texte 7 ]  |
| 1er janvier 2002  | —                  | 341,87 €          |              | Jospin       | [ Texte 8 ]  |
| 1er janvier 2003  | —                  | 347,68 €          |              | Raffarin (2) | [ 5 ]        |
| 1er janvier 2004  | —                  | 353,59 €          |              | Raffarin (2) | [ Texte 9 ]  |
| 1er janvier 2005  | —                  | 361,37 €          |              | Raffarin (3) | [ Texte 10 ] |
| 1er janvier 2006  | —                  | 367,87 €          |              | de Villepin  | [ 6 ]        |
| 1er janvier 2007  | —                  | 374,12 €          |              | de Villepin  | [ 7 ]        |
| 1er janvier 2008  | —                  | 377,86 €          |              | Fillon (2)   | [ 7 ]        |
| 1er janvier 2009  | —                  | 389,20 €          |              | Fillon (2)   | [ 8 ]        |
| 1er janvier 2011  | —                  | 395,04 €          |              | Fillon (3)   | ,            |
| 1er avril 2012    | —                  | 399,00 €          |              | Fillon (3)   | [ Texte 11 ] |
| 1er avril 2013    | —                  | 403,79 €          |              | Ayrault (2)  | [ Texte 12 ] |
| 1er avril 2014    | —                  | 406,21 €          |              | Valls (1)    | [ Texte 13 ] |
| 1er avril 2015    | —                  | 406,21 €          |              | Valls (2)    | ,            |
| 1er avril 2016    | —                  | 406,62 €          |              | Valls (2)    | [ Texte 15 ] |
| 1er avril 2017    | —                  | 407,84 €          |              | Cazeneuve    | [ Texte 16 ] |
| 1er avril 2018    | —                  | 411,92 €          |              | Philippe (2) | [ Texte 17 ] |
| 1er avril 2019    | —                  | 413,16 €          |              | Philippe (2) | [ Texte 18 ] |
| 1er avril 2020    | —                  | 414,40 €          |              | Philippe (2) | [ Texte 19 ] |
| 1er avril 2021    | —                  | 414,81 €          |              | Castex       | [ Texte 20 ] |
| 1er avril 2022    | —                  | 422,28 €          |              | Castex       | [ Texte 21 ] |
| 1er juillet 2022  | —                  | 439,17 €          |              | Borne        | ,            |